# Toobanna
Toobanna är en ort i Australien. Den ligger i kommunen Hinchinbrook och delstaten Queensland, omkring 1 200 kilometer nordväst om delstatshuvudstaden Brisbane.
Trakten är glest befolkad. Närmaste större samhälle är Ingham, nära Toobanna.
Trakten runt Toobanna består till största delen av jordbruksmark. Genomsnittlig årsnederbörd är 1 480 millimeter. Den regnigaste månaden är februari, med i genomsnitt 395 mm nederbörd, och den torraste är augusti, med 13 mm nederbörd.